# Jean-François Garneray
Pour les articles homonymes, voir Garneray.

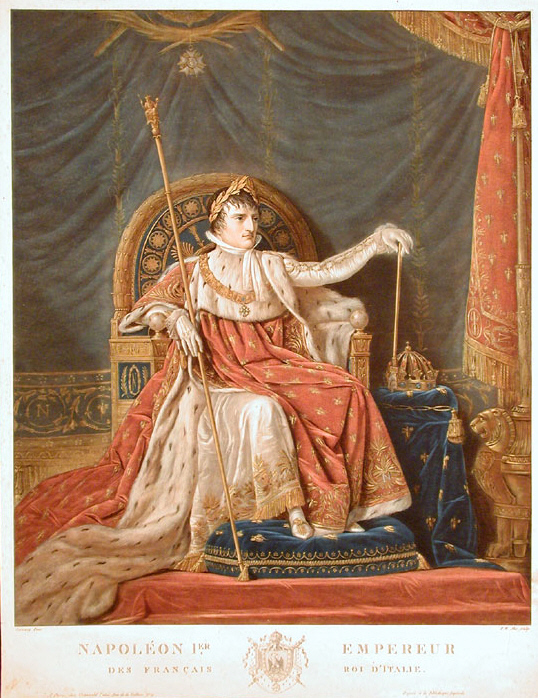
« Napoléon 1er, Empereur des Français, Roi d'Italie »
Gravure de Pierre-Michel Alix d'après Jean-François Garneray (v. 1805).

Jean-François Garneray, dit aussi François-Jean Garnerey, né à Paris le 28 décembre 1755 et mort à Auteuil le 11 juin 1837, est un peintre français.

## Biographie
Fils d’un naturaliste, il entre, grâce à la protection de son père, dans l’atelier de David, dont il devient l’un des premiers élèves en 1782. Il y passe plusieurs années et se lie au maître qu’il assiste dans la réalisation de quelques-unes de ses œuvres. Il bénéficie donc du titre prestigieux et envié d’« élève de David ». Il expose à presque tous les Salons de 1791 à 1835. Jusqu’à la Révolution, il se présente d’abord comme « peintre en miniature » et son travail portera longtemps la marque de cette première spécialité. Louis-Gabriel Michaud, qui l’égratigne, souligne « son dessin correct et une fidélité peut-être trop minutieuse dans la reproduction des détails […] il réussissait mieux encore dans les études de fleurs, la reproduction des objets inanimés, tels que les monuments et les costumes. Il avait sous ce rapport un talent très réel, qui lui valut, pendant quelque temps, l’emploi de dessinateur à l’Académie royale de musique » .
Pierre Larousse lui consacre au contraire une notice élogieuse et rappelle ses œuvres qui ont fait date, comme le portrait de Charlotte Corday dessiné pendant son interrogatoire. D’abord très marqué par l’influence de son maître, au point que la critique moderne lui a restitué parfois quelques œuvres traditionnellement attribués à David. Garneray s’en émancipera en douceur pour aller vers une peinture moins épique, mais aussi moins austère. Ainsi, sous la Révolution, s’illustre-il par une série de portraits des acteurs politiques qui sont abondamment diffusés par les estampes en couleur du graveur Pierre-Michel Alix (1762-1817). Mais, au début de la Restauration, il sera l’un des pionniers du goût troubadour et suscite la réprobation de son vieux maître. À côté de cette longue carrière de portraitiste et de peintre d’histoire, il a aussi beaucoup pratiqué la scène familière et intimiste, ne manquant pas d’y placer souvent ce qui paraît être ses deux passions, les chats et la musique. Il eut aussi quelques élèves. Son travail a finalement été un peu éclipsé par la réussite de deux de ses fils : Auguste (1785-1824) et Louis (1783-1857), le grand peintre de marines français qui rappelle au début de ses célèbres et pittoresques souvenirs : « Mon père [était un] peintre de genre, dont le nom figure honorablement dans les biographies des contemporains ». Par ailleurs, Jean-François Garneray a été un franc-maçon très actif membre de la loge L'Amitié du Grand Orient de France.
Ses trois fils :
- Ambroise Louis Garneray (1783-1857), peintre de marines.
- Auguste-Siméon Garneray (1785-1824), peintre troubadour, né à Paris. Élève de Jean-Baptiste Isabey. Professeur de la reine Hortense, et plus tard de la duchesse de Berry ; dessinateur des costumes de l'Opéra. On cite de lui des aquarelles commandées par l'impératrice Marie-Louise pour une Histoire de Mlle de La Vallière, les illustrations d'une édition de Molière, etc[5].
- Hippolyte Jean-Baptiste Garneray (1787-1858), peintre d'histoire, paysagiste, graveur, aquarelliste. Des marines, des vues, des paysages ; Un perron époque Louis XIII (Musée de Douai)[6].

## Œuvres

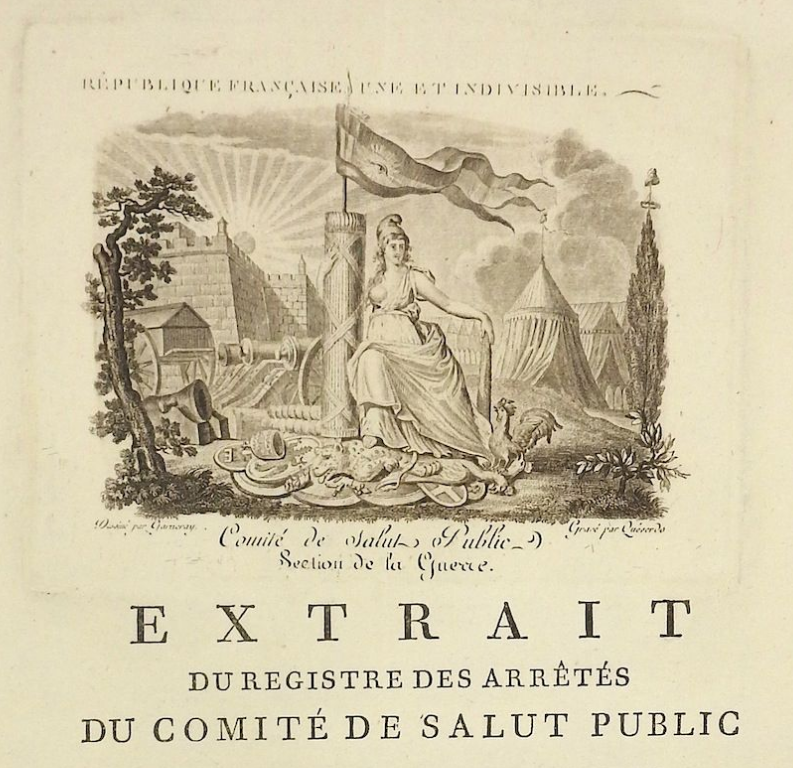
Vignette du bulletin du Comité de salut public, gravé par Queverdo (1796).

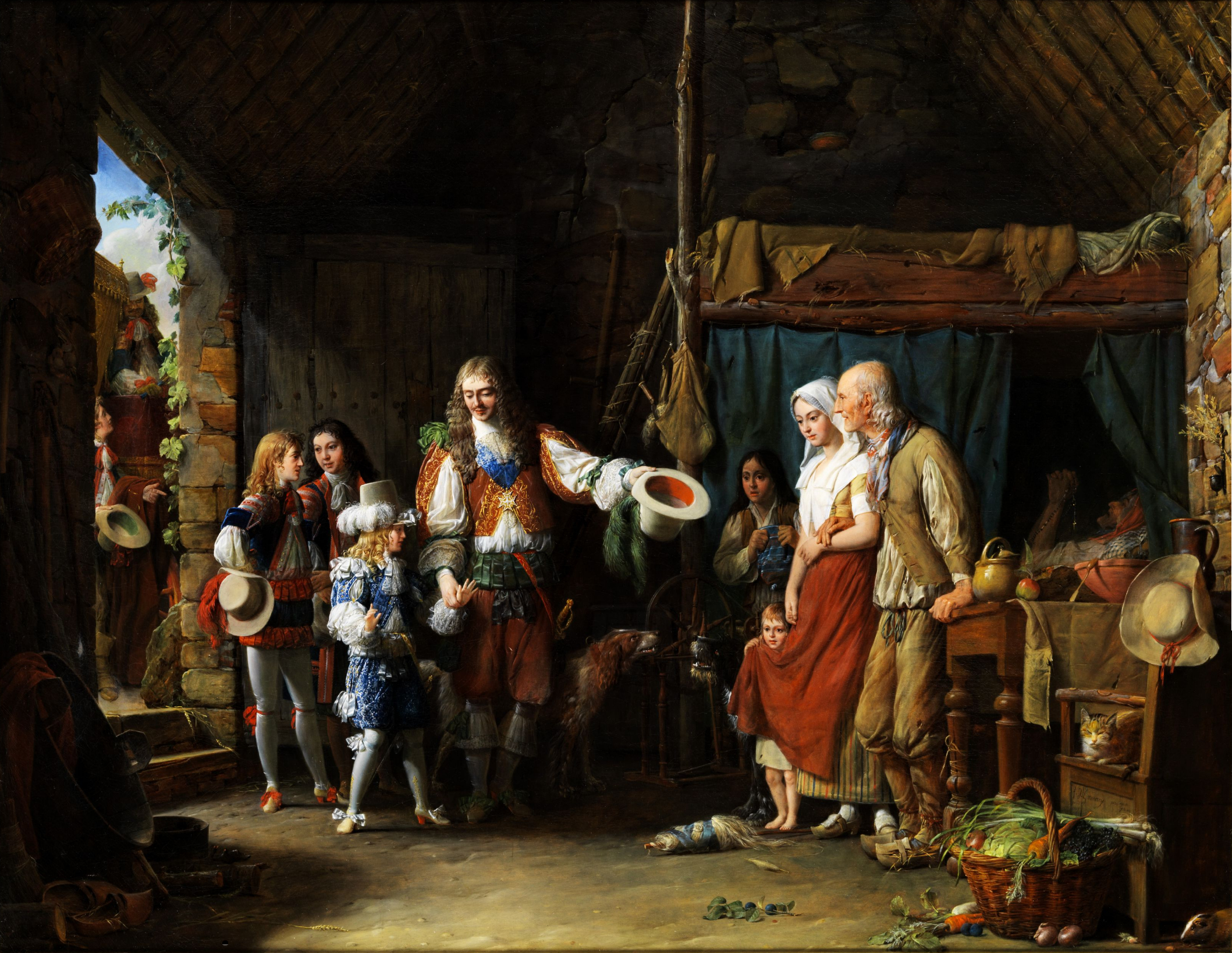
La Visite du grand Dauphin

- Le duc de Montausier conduisant le grand Dauphin dans une chaumière.

Huile sur toile, 113 par 147,6, signé daté et légendé âgé de 72 ans ; Exposé au Salon de 1827 no 432 avec la légende suivante : Il profite de l'émotion que cause au jeune Prince l'aspect inaccoutumée de la misère qui règne dans cette retraite du pauvre, pour disposer son âme à y compâtir et à la soulager un jour.
Vendu 95 000 euros par la maison de ventes aux enchères Hampel à Munich le 16 juin 2010, no 350.